# Ахмед Ураби
Ахмед Ураби (31. март 1841. - 21. септембар 1911) је био египатски револуционар, вођа Урабијевог устанка против кедива Теуфика и британског утицаја у Египту 1882. године.

## Биографија
Рођен је 1841. године у селу Хиријат Разна близу Загазига у гувернорату Шаркија, око 80 километара северно од Каира. Након што је стекао основно образовање у свом селу, похађао је Универзитет Ал-Азхар, где је завршио основно школовање 1849. године. Постао је војник и у војсци је брзо напредовао. Био је ватрени говорник. Због свог сељачког порекла придобио је масе, својим говорима против кедива Теуфика. Са својим присталицама, основао је 1879. године Египатску националистичку партију. Ураби је 1882. године подигао устанак против власти кедива познат као "Урабијев устанак", инспирисан жељом за социјалном правдом и једнакости свих Египћана. Устанак је био уперен истовремено и против турско-черкеске аристократије и против енглеског утицаја. Ураби се прогласио за беја. Његов устанак угрозио је британске интересе. Британци нису смели дозволити у немире земље у којој се налазио Суецки канал, од стратешки изванредног значаја. Због тога је 12. јуна 1882. године дошло до бомбардовања Александрије, након чега су се Французи одрекли својих интереса у Египту, а британска армија искрцала у Александрији, кретавши се ка Каиру. У бици код Тел ел Кабира, Урабијева армија доживела је фијаско (13. септембар 1882. године). Ураби је након гушења устанка избегао децембра 1882. године на Цејлон (данашња Шри Ланка). У Египат се вратио 1. октобра 1901. године и остао тамо до своје смрти 21. септембра 1911. године.